# 1980-as évek
Évszázadok: 19. század · 20. század · 21. század
Évtizedek: 1930-as évek · 1940-es évek · 1950-es évek · 1960-as évek · 1970-es évek · 1980-as évek · 1990-es évek · 2000-es évek · 2010-es évek · 2020-as évek · 2030-as évek
Évek: 1980 · 1981 · 1982 · 1983 · 1984 · 1985 · 1986 · 1987 · 1988 · 1989

## Események
- 1980: Lech Wałęsa vezetésével a Szolidaritás sztrájkja a  Gdański Lenin Hajógyárban.
- 1980: Szaddám Huszein megtámadja Iránt, az irak–iráni háború kezdete.
- 1981: a Columbia fellövésével megindul az amerikai űrrepülőgép program.
- 1981: megjelenik az első IBM PC, a mai PC-k őse.
- 1982: forgalomba kerülnek az első CD lemezek.
- 1982: az Egyesült Királyság és Argentína háborút vív a dél-atlanti Falkland-szigetekért.
- 1982: Leonyid Brezsnyev szovjet pártfőtitkár halála.
- 1983: Ronald Reagan amerikai elnök meghirdeti a "csillagháborús tervet", fegyverkezési verseny indul a Szovjetuinóval.
- 1983: Németország szerte tüntetések az amerikaiak által telepített Pershing-2-es ballisztikus rakéták ellen.
- 1984: az Apple cég bemutatja a Macintosh grafikus felhasználói felületre (GUI) épülő rendszerrel működő számítógépet.
- 1984: szikh testőrei meggyilkolják Indira Gandhi indiai miniszterelnököt.
- 1985: Mihail Gorbacsov lesz a Szovjetunió főtitkára, meghirdeti a peresztrojka és a glasznoszty programját.
- 1985: megtartják a Live Aid koncertet az afrikai éhezőkért.
- 1986: felrobban a Challenger űrrepülőgép.
- 1986: pályára állítják a szovjet Mir űrállomás első elemeit, mely az első hosszú távú kutatóállomás az űrben.
- 1986: felrobban a Csernobili atomerőmű.
- 1987: az első palesztin intifáda kezdete.
- 1988: véget ér az irak–iráni háború, mintegy 1,5 millió áldozattal járt, a felek a status quo alapján kiegyeznek.
- 1989: vérengzés a pekingi Tienanmnen téren, Kínában megerősödik a kommunista párt hatalma, Jiang Zeming egyesíti az államelnöki és a főtitkári posztot.
- 1989: rendszerváltozások a keleti blokk országaiban, Magyarországon is végbe megy a rendszerváltás.
- 1989: lebontják a berlini falat.
- 1989: forradalom tör ki Romániában, megdöntik Nicolae Ceaușescu diktátor uralmát.

## A világ vezetői
- Albánia: Enver Hoxha főtitkár (1985-ig)
- Amerikai Egyesült Államok: Jimmy Carter elnök (1981-ig), Ronald Reagan elnök (1981-1989), George H. W. Bush elnök (1989-től)
- Angola: José Eduardo dos Santos elnök
- Bulgária: Todor Zsivkov elnök (1989-ig)
- Chile: Augusto Pinochet tábornok
- Csehszlovákia: Gustáv Husák főtitkár (1987-ig)
- Dél-Korea: Cson Duhvan elnök (1980-1988)
- Egyesült Királyság: II. Erzsébet királynő, Margaret Thatcher miniszterelnök
- Egyiptom: Anvar Szadat elnök (1981-ig), Hoszni Mubárak elnök (1981-től)
- Észak-Korea: Kim Ir Szen elnök
- Franciaország: Valéry Giscard d’Estaing elnök (1981-ig), François Mitterrand elnök (1981-től)
- Fülöp-szigetek: Ferdinand Marcos elnök (1986-ig)
- India: Indira Gandhi miniszterelnök (1980-1984), Radzsiv Gandhi miniszterelnök (1984-1989)
- Indonézia: Suharto elnök
- Irak: Szaddám Huszein elnök
- Irán: Ruholláh Homeini ajatollah (1989-ig)
- Izrael: Menáhém Begín miniszterelnök (1983-ig), Simón Peresz miniszterelnök (1984-1986)
- Japán: Hirohito császár (1989-ig), Nakaszone Jaszuhiro miniszterelnök (1982-1987)
- Jugoszlávia: Josip Broz Tito elnök (1980-ig)
- Kanada: Pierre Trudeau miniszterelnök (1980-1984)
- Kína: de facto Deng Xiaoping, Jiang Zemin főtitkár (1989-től)
- Kuba: Fidel Castro tábornok
- Lengyelország: Wojciech Jaruzelski főtitkár/elnök (1981-1989)
- Líbia: Moammer Kadhafi vezér
- Magyarország: Kádár János főtitkár (1988-ig)
- Németország (Kelet-Németország, NDK): Erich Honecker elnök (1989-ig)
- Németország (Nyugat-Németország, NSZK): Helmut Schmidt kancellár (1982-ig), Helmut Kohl kancellár (1982-től)
- Panama: Manuel Noriega tábornok (1983-1989)
- Paraguay: Alfredo Stroessner elnök (1989-ig)
- Románia: Nicolae Ceaușescu főtitkár (1989-ig)
- Spanyolország: I. János Károly király
- Szovjetunió: Leonyid Iljics Brezsnyev főtitkár (1982-ig), Jurij Andropov főtitkár (1982-1984), Konsztantyin Csernyenko főtitkár (1984-1985), Mihail Gorbacsov főtitkár (1985-től)
- Vatikán: II. János Pál pápa
- Zaire: Mobutu Sese Seko elnök

## A filmművészetben
- Kuroszava Akira: Ran – Káosz
- Andrej Tarkovszkij: Nosztalgia
- Terry Gilliam: Brazil
- Werner Herzog: Fitzcarraldo
- Ingmar Bergman: Fanny és Alexander
- Roland Joffé: A misszió
- Rainer Werner Fassbinder: Veronika Voss vágyakozása
- Elem Klinov: Jöjj és lásd
- Souleymane Cissé: A fény
- Jiří Menzel: Az én kis falum